# Elevador da Bica

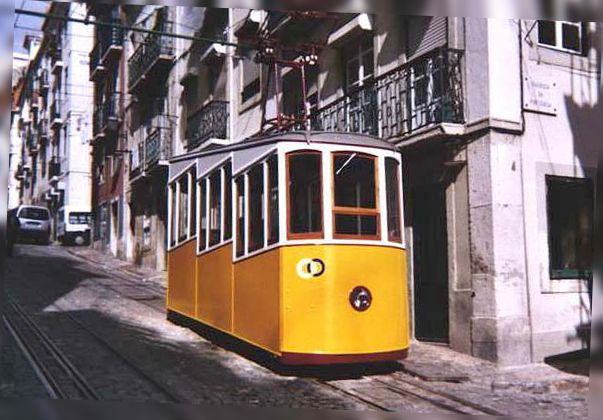
Elevador da Bica

Elevador da Bica – kolej linowo-terenowa w Lizbonie, w Portugalii, która tworzy połączenie między Calçada do Combro/Rua do Loreto i Rua de S. Paulo. Jest ona obsługiwana przez Carris.
Funikular Bica został otwarty w dniu 28 czerwca 1892. Wspina się na Rua da Bica de Duarte Belo na wysokość 245 metrów od Rua S. Paulo. Dolna stacja kolei linowej jest prawie ukryta za fasadą na Rua de S. Paulo z napisem Ascensor da Bica.
Został zbudowany przez Raoula Mesnier de Ponsarda i otwarty dla publiczności w 1892 roku. W 2002 roku został uznany za pomnik narodowy.